# Римник
Римник – река в Румъния, приток на река Сирет. При Римник на 11 (22) септември 1789 г. се е провело историческо сражение, в което руската армия под ръководството на Александър Суворов разбива турската армия, която я превъзхожда четирикратно.